# بيتر ماثيو باور
بيتر ماثيو باور (بالإنجليزية: Peter Matthew Bauer)‏ هو موسيقي ومغني أمريكي، ولد في القرن العشرين.

## وصلات خارجية
- بيتر ماثيو باور على موقع ميوزك برينز (الإنجليزية)
- بيتر ماثيو باور على موقع ديسكوغز (الإنجليزية)